# Baba Nobuharu
Pour les articles homonymes, voir Baba.
Baba Nobuharu est un nom japonais traditionnel ; le nom de famille (ou le nom d'école), Baba, précède donc le prénom (ou le nom d'artiste).
Baba Nobuharu (馬場 信春) (1514 ou 1515-29 juin 1575) était l'un des 24 généraux de Takeda Shingen. Outre Shingen lui-même, il a également servi son père, Nobutora, et son fils, Katsuyori. On le connaît également sous le nom de Baba Nobufusa (馬場 信房, Baba Nobufusa).

## Biographie
Quand Takeda Shingen prend le château de Fukashi (l'actuel château de Matsumoto) en 1550, il le confie à Baba. À Mikata-Ga-Hara en 1572, il dirige l'avant-garde lors de la poursuite de l'armée de Tokugawa Ieyasu se repliant vers leur forteresse de Hamamatsu, mais voyant les portes ouvertes et des brasiers allumés, Baba soupçonne à tort un piège, et ne poursuit pas plus loin l'armée en fuite.
Il meurt trois ans plus tard, à Nagashino, où il dirige l'avant-garde de l'aile droite de Takeda Katsuyori, lorsque deux samouraïs l'attaquent simultanément avec leur lances, lui coupant la tête. Il est réputé pour avoir combattu dans 21 batailles sans recevoir une seule blessure.